# Rezolucja Rady Bezpieczeństwa ONZ nr 1761
Rezolucja Rady Bezpieczeństwa ONZ nr 1761 została przyjęta 20 czerwca 2007 podczas 5700. posiedzenia Rady.
Rada przedłuża do 31 października 2007 mandat Grupy Ekspertów powołanej rezolucją nr 1727, której zadaniem jest ocena stopnia wykonywania decyzji zawartych w rezolucjach 1572 i 1643. Grupa ma złożyć Radzie okresowy raport ze swych ustaleń najdalej do 15 października 2007. 